# Gruber Fülöp
Gruber Fülöp (1848 decemberétől Gödrössy) (1819 – Pozsony, 1849. június 5.) az 1848–49-es magyar szabadságharc vértanúja.

## Élete
Mint honvéd tüzérhadnagy vett részt a szabadságharcban, és e minőségében az Ordódy Kálmán parancsnoksága alatt Lipótvár védelmezésében tűnt ki. A Párizsban hadmérnöki akadémiát végzett Gruber képezte a vár tüzéreit, akik létszámát azonban nem sikerült megfelelően emelni. Ordódy látva, hogy a csekély őrséggel nem képes a várat Simunich osztrák altábornagy egész hadteste ellen megvédelmezni, az őrséget rábírta a vár feladására. Báró Mednyánszky László, akit a magyar kormány a gyanús magaviseletű Ordódy mellé ellenőrnek rendelt, s hű bajtársa, Gruber ellene szegültek a parancsnoknak. A vár feladása után Mednyánszkyt és Grubert elfogták és 1849. június 5-én reggel 3/4 3-kor a pozsonyi vár mögötti Szamárhegyen felakasztották.